# 子荡
薳罢（？—前536年），芈姓，薳氏（蒍氏），名罢，字子蕩，称令尹子蕩，中国春秋时期楚国令尹。
前546年，子蕩出使晋国，赋诗《既醉》。被叔向赞赏。前543年，子蕩出使鲁国，叔孙豹問政，他故意不答。前541年，楚灵王即位，以子蕩為令尹、薳启彊為太宰。前537年，子蕩到晋国迎接晋女到楚国完婚。前536年，率师伐吴国，失败，归罪于薳泄而杀之。